# ئی‌کیو آفیس
ئی‌کیو آفیس (انگلیسی: EQ Office) شرکت املاک آمریکایی است، که در سال ۱۹۷۶ توسط سام زل تأسیس شد.